# Shaunae Miller-Uibo
Shaunae Miller-Uibo   (Nassau, Bahames, 15 d'abril de 1994) és una atleta bahamiana especialitzada en les proves de velocitat de 200 metres llisos i 400 metres llisos. És doble campiona olímpica de 400m en els Jocs Olímpics de Rio de 2016 i en els Jocs Olímpics de Tòquio de 2020. Té el rècord nacional del seu país en 200 i 400 metres llisos i també el rècord de la regió de Nord i Centre Amèrica i el Carib en 400m. També és membre de l'equip bahamià de velocistes.
Miller-Uibo va començar a competir internacionalment amb només 13 anys, en el Campionat de Centre Amèrica i el Carib sub-14. A partir d'aquí aconsegueix diferents medalles consecutives, destacant les dues medalles d'or consecutives al Campionat del Món sub-18 de Moncton i al Campionat del Món sub-20 de Lilla, sent la primer atleta en guanyar la prova de 400m en dos campionats sub-18 i sub-20 consecutivament.
El 2012 es va classificar pels Jocs Olímpics de Londres, en la prova de 400m, tot i que no va poder acabar la cursa de la primera ronda, degut a una lesió en pista. En el Campionat del Món de Beijing de 2015 aconsegueix la seva primera medalla en una gran competició sènior. Es penja la plata en els 400m llisos i també aconsegueix el rècord nacional de Bahames en el 4x400 metres relleus (tot i quedar eliminades en semifinals). Un any més tard en els Jocs Olímpics de Rio de 2016, aconsegueix pujar a la part més alta del podi, guanyant l'or en els 400m llisos, amb la seva millor marca personal fins al moment. En un final de cursa que es va haver de decidir amb foto finish i que Miller va guanyar llançant-se a la pista per poder superar a Allyson Felix. El 2017, torna a aconseguir una medalla, aquesta vegada de bronze i en la prova dels 200m, en el Campionat del Món de Londres de 2017. En la prova dels 400m queda en 4a posició, tot i ser la gran favorita, es va lesionar quan només faltaven 30 metres per la línia final i encapçalava la cursa. En el Campionat del Món de Doha de 2019, Shaunae Miller obté la medalla de plata en la prova dels 400m, aconseguint de nou, la seva millor marca personal fins al moment i amb un nou rècord de Nord-Centre Amèrica i el Carib. La cursa, que va guanyar l'atleta de Bahrain, Salwa Eid Naser, fou la més ràpida des del 1985, quan l'atleta de la República Democràtica d'Alemanya Marita Koch, va aconseguir l'encara vigent, rècord del món de la disciplina. El 2021, torna a guanyar la medalla d'or dels 400m llisos en els Jocs Olímpics de Tòquio de 2020, amb un temps de 48.36 segons, establint la seva millor marca personal fins al moment i l'actual rècord de la regió de Nord-Centre Amèrica i el Carib. Amb aquesta victòria, es va convertir en la segona atleta a guanyar dues medalles d'or consecutives en la prova dels 400m, després de la francesa Marie-José Pérec. Tot i així, en la prova dels 200m llisos, només va poder quedar 8a, segons va declarar temps després, degut a una important lesió que havia patit durant el 2021. Un any més tard, en el Campionat del Món d'Oregon de 2022 Miller guanya de nou la medalla d'or en la prova dels 400m. Després d'aquesta actuació, Shaunae Miller va expressar que deixava la prova dels 400m, per centrar-se en els 200 metres llisos o l'heptatló, tot i que només va realitzar una cursa un mes després a la Diamond League, on va quedar en 2a posició.
El 20 d'abril de 2023, Miller va anunciar que havia tingut un fill amb el també atleta estonià Maicel Uibo. Només 3 mesos després de parir, va participar en la prova d'heptatló en el Campionat Nacional de Bahames i 1 mes després, va competir en la prova de 400m en el Campionat del Món de Budapest 2023, tot i que no va poder passar de la primera ronda. Després d'això, va anunciar que s'acabava la seva temporada, degut a una tensió muscular.
El juny de 2024, patia una lesió que no la va deixar participar als trials de Bahames, tot i que es va classificar pels Jocs Olímpics de París en la qualificació del rànquing. Tot i això, el seu paper va ser molt discret, ja que va quedar eliminada en la ronda de repesca, després de quedar en última posició.

## Marques personals
| Disciplina          | Marca        | Vent       | Seu                 | Data            |
| ------------------- | ------------ | ---------- | ------------------- | --------------- |
| 100m llisos         | 10.98        | +1,4 (m/s) | Clermont, EUA       | 24 juliol 2020  |
| 200m llisos         | 21.74 NR     | -0,4 (m/s) | Zúric (Suïssa)      | 29 agost 2019   |
| 400m llisos         | 48.36 NR, AR |            | Tòquio, Japó        | 6 agost 2021    |
| 4x100m relleus      | 42.11        |            | Ostrava, Rep. Txeca | 8 setembre 2018 |
| 4x400m relleus      | 3:28.46      |            | Beijing, Xina       | 29 agost 2015   |
| 4x400m relleus mixt | 3:13.01      |            | Ostrava, Rep. Txeca | 9 setembre 2018 |

## Trajectòria professional
| Any  | Competició                         | Seu                    | Posició     | Disciplina | Marca        |
| ---- | ---------------------------------- | ---------------------- | ----------- | ---------- | ------------ |
| 2010 | Campionat del Món Sub-20           | Moncton, Canadà        | 1a          | 400m       | 52.52        |
| 2010 | Campionat del Món Sub-20           | Moncton, Canadà        | 4a          | 4x400m     | 3:33.43      |
| 2011 | Campionat del Món Sub-18           | Lilla, França          | 1a          | 400m       | 51.84        |
| 2012 | Campionat del Món Sub-20           | Barcelona              | 4a          | 400m       | 51.78        |
| 2012 | Jocs Olímpics                      | Londres, Regne Unit    | DNF (q)     | 400m       | DNF          |
| 2013 | Campionat del Món                  | Moscou, Rússia         | 4a          | 200m       | 22.74        |
| 2013 | Campionat del Món                  | Moscou, Rússia         | DQ (sf)     | 4x100m     | DQ           |
| 2014 | Campionat del Món en pista coberta | Sopot, Polònia         | 3a          | 400m       | 52.06        |
| 2015 | Campionat del Món                  | Beijing, Xina          | 2a          | 400m       | 49.67        |
| 2015 | Campionat del Món                  | Beijing, Xina          | 10a (sf)    | 4x400m     | 3:28.46 NR   |
| 2016 | Jocs Olímpics                      | Rio de Janeiro, Brasil | 1a          | 400m       | 49.44 PB     |
| 2017 | Campionat del Món                  | Londres, Regne Unit    | 3a          | 200m       | 22.15        |
| 2017 | Campionat del Món                  | Londres, Regne Unit    | 4a          | 400m       | 50.49        |
| 2019 | Campionat del Món                  | Doha, Qatar            | 2a          | 400m       | 48.37 PB, AR |
| 2021 | Jocs Olímpics                      | Tòquio, Japó           | 8a          | 200m       | 24.00        |
| 2021 | Jocs Olímpics                      | Tòquio, Japó           | 1a          | 400m       | 48.36 PB, AR |
| 2022 | Campionat del Món en pista coberta | Belgrad, Sèrbia        | 1a          | 400m       | 50.31        |
| 2022 | Campionat del Món                  | Eugene, EUA            | 1a          | 400m       | 49.11        |
| 2023 | Campionat del Món                  | Budapest, Hongria      | 37a posició | 400m       | 52.65        |
| 2024 | Jocs Olímpics                      | París, França          | 44a posició | 400m       | 53.50        |